# Закшувек (Свентокшиське воєводство)
Закшувек (пол. Zakrzówek) — село в Польщі, у гміні Скальбмеж Казімерського повіту Свентокшиського воєводства.
Населення — 49 осіб (2011).
У 1975-1998 роках село належало до Келецького воєводства.

## Демографія
Демографічна структура на день 31 березня 2011 року:
|          | Загалом | Допрацездатний вік | Працездатний вік | Постпрацездатний вік |
| -------- | ------- | ------------------ | ---------------- | -------------------- |
| Чоловіки | 24      | 6                  | 15               | 3                    |
| Жінки    | 25      | 4                  | 15               | 6                    |
| Разом    | 49      | 10                 | 30               | 9                    |